# Vương quốc Armenia (cổ đại)
Đại Armenia (tiếng Armenia: Մեծ Հայք Mets Hayk), cũng gọi là Vương quốc Đại Armenia , là một vương quốc độc lập từ năm 190 TCN tới năm 387, và là một quốc gia chư hầu của La Mã và đế quốc Ba Tư cho tới năm 428. Lãnh thổ của vương quốc này vào thời thịnh trị trải dài từ Caspian đến biển Địa Trung Hải. Sau sự sụp đổ của Đế chế Achaemenid, vùng lãnh thổ của phó vương Armenia cũ được chia thành khoảng 120 vùng đất cho các gia tộc cai trị bởi những nakharar.Chúng được thống nhất dưới thời Artaxias I, người sáng lập của triều đại Artaxiad, sau này giai đoạn đầu của vương quốc cũng được biết đến là Artaxias Armenia (tiếng Armenia: Արտաշեսյանների Թագավորություն Artashesianneri Tagavorutyun). Armenia đã có lãnh thổ rộng lớn nhất và có ảnh hưởng lớn nhất dưới thời vua Tigranes II (r. 95-55 trước Công nguyên) kéo dài từ biển Địa Trung Hải tới phía đông bắc sông Kura. Nhà Artaxiad đã bị lật đổ bởi những người La Mã vào năm 12, kết quả của một giai đoạn hỗn loạn và nội chiến. Hai vị vua chư hầu của La Mã đã được đưa lên ngôi, Tigranes V và Tigranes VI. Sau năm 54CN, vương quốc được cai trị bởi triều đại Arsaces sau đó nó còn được gọi là Arsaces Armenia (tiếng Armenia: Արշակունիների Թագավորություն Arshakunineri Tagavorutyun). Trong năm 387CN, Armenia được chia thành Armenia thuộc Byzantine ở phía tây và Armenia thuộc Ba Tư ở phía đông. Armenia thuộc Ba Tư vẫn nằm dưới sự cai trị của vua chư hầu nhà Arsaces cho đến năm 428 CN.

### La Mã cai trị

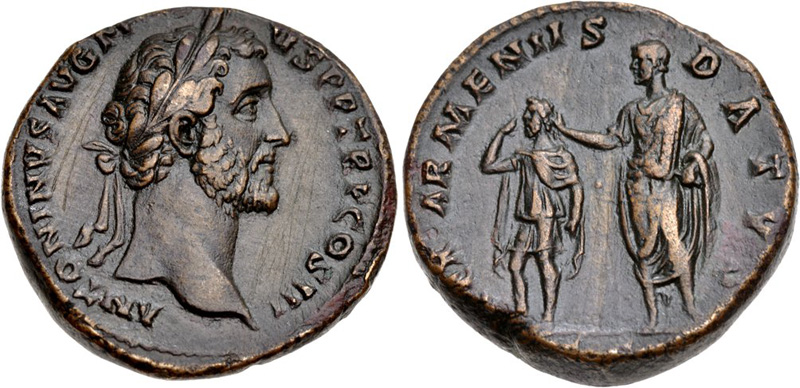
Đồng xu La Mã ban hành năm 141 CN, cho thấy hoàng đế Antoninus Pius đội vương miện Armenia

### Dưới thời Tigranes Đại đế

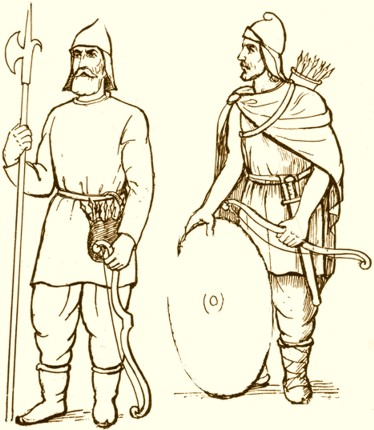
Lính bộ binh Armenia đội chiếc mũ giáp Mithras truyền thống.

## Bản đồ

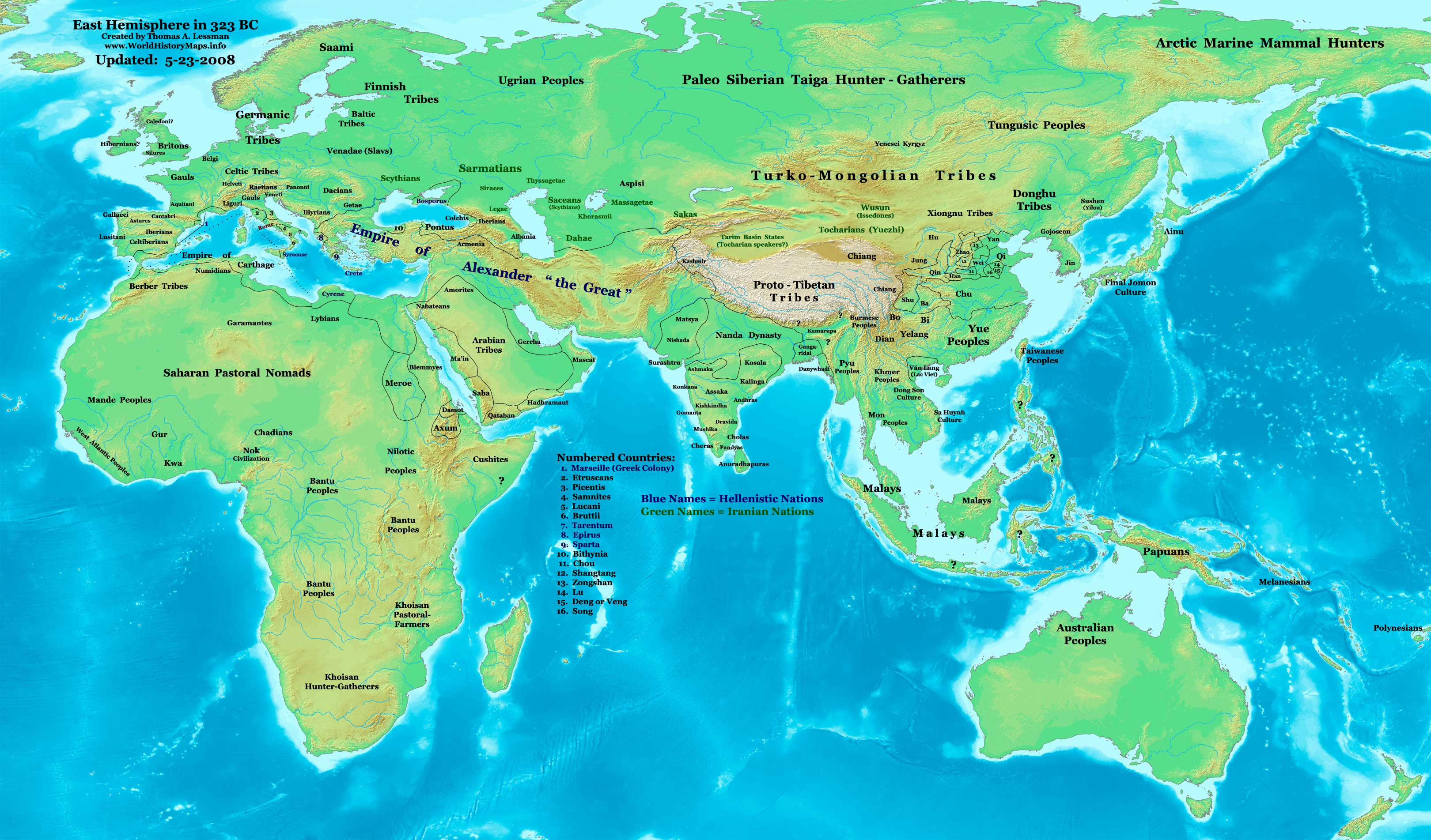
Thế giới vào năm 323 TCN
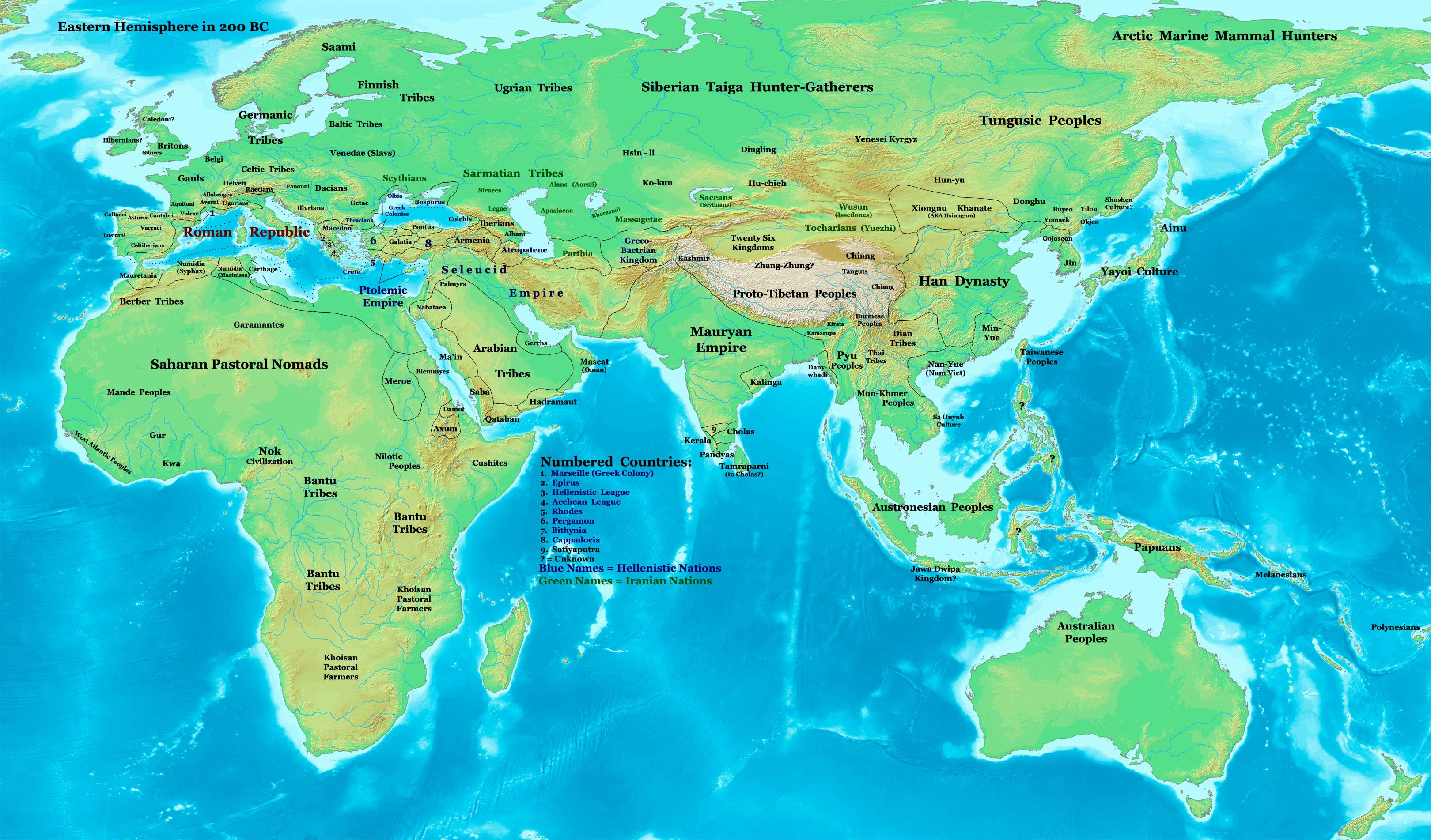
Thế giới vào năm 200 TCN
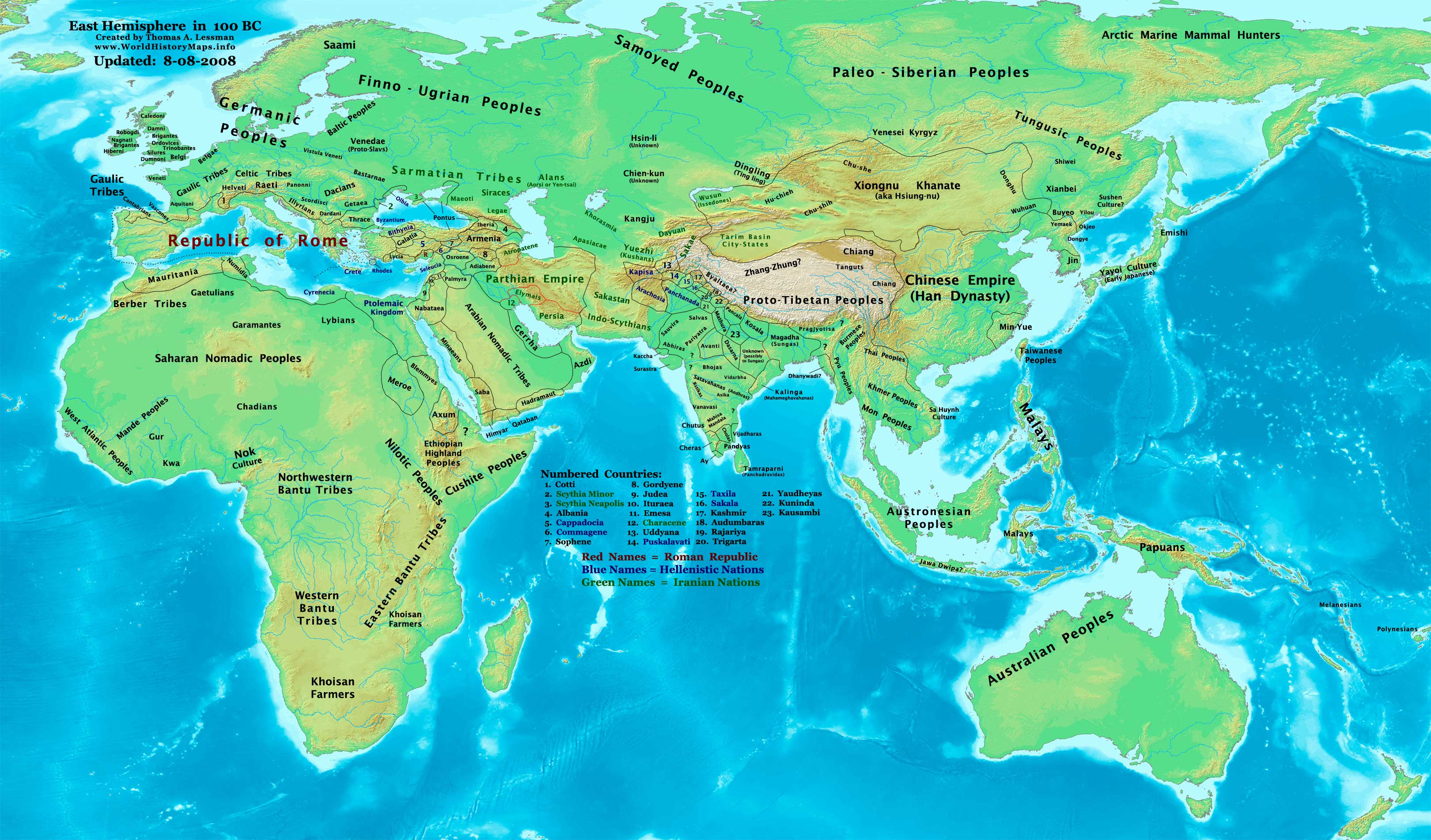
Thế giới vào năm 100 TCN
Armenia Orontid
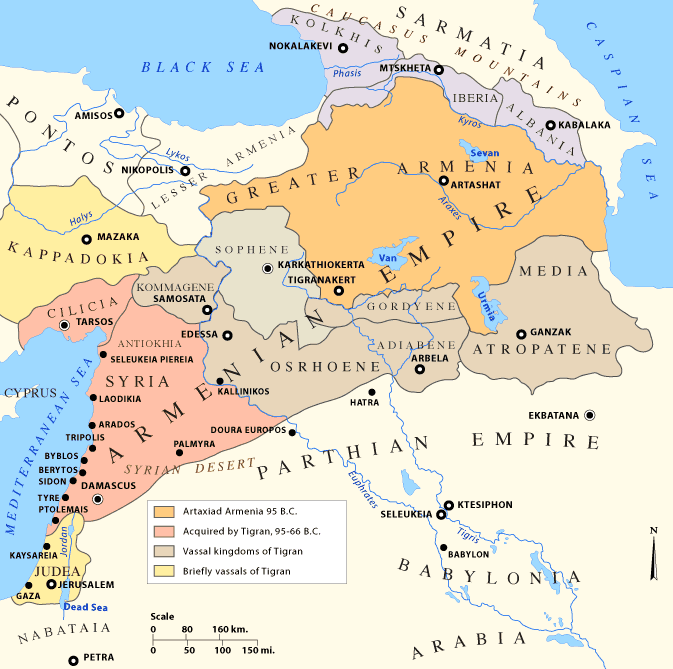
Đế quốc Armenia của Tigranes Đại đế
Armenia Arshakuni năm 150
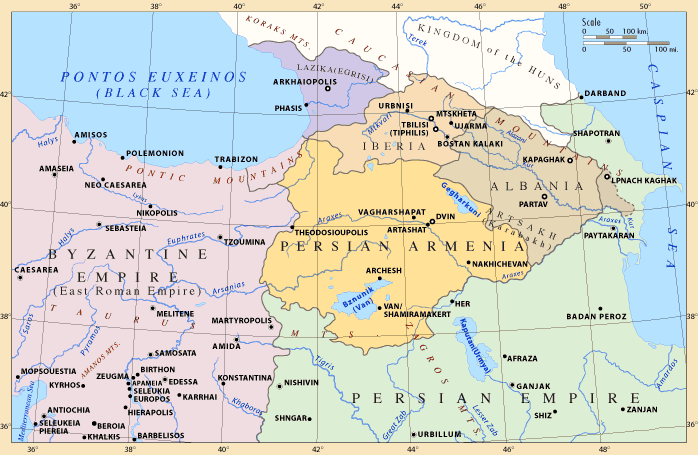
Armenia thuộc Ba Tư
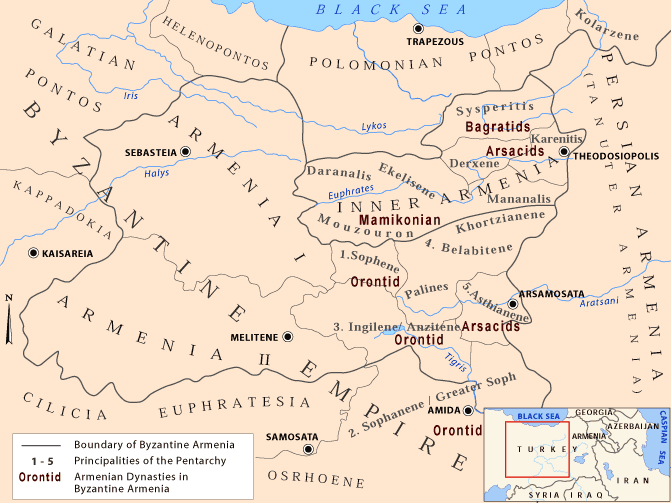
Armenia thuộc Đông La Mã

## Lịch sử